# Grand Prix Formule 1 van Frankrijk 1983
De Grand Prix Formule 1 van Frankrijk 1983 werd gehouden op 17 april op het Circuit Paul Ricard. Het was de derde race van het seizoen.

## Uitslag
| Positie | Nummer | Rijder               | Team          | Ronden | Tijd/Opgave         | Startplaats | Punten |
| ------- | ------ | -------------------- | ------------- | ------ | ------------------- | ----------- | ------ |
| 1       | 15     | Alain Prost          | Renault       | 54     | 1:34:13.913         | 1           | 9      |
| 2       | 5      | Nelson Piquet        | Brabham-BMW   | 54     | + 29.720            | 6           | 6      |
| 3       | 16     | Eddie Cheever        | Renault       | 54     | + 40.232            | 2           | 4      |
| 4       | 27     | Patrick Tambay       | Ferrari       | 54     | + 1:06.880          | 11          | 3      |
| 5       | 1      | Keke Rosberg         | Williams-Ford | 53     | + 1 Ronde           | 16          | 2      |
| 6       | 2      | Jacques Laffite      | Williams-Ford | 53     | + 1 Ronde           | 19          | 1      |
| 7       | 28     | René Arnoux          | Ferrari       | 53     | + 1 Ronde           | 4           |        |
| 8       | 3      | Michele Alboreto     | Tyrrell-Ford  | 53     | + 1 Ronde           | 15          |        |
| 9       | 25     | Jean-Pierre Jarier   | Ligier-Ford   | 53     | + 1 Ronde           | 20          |        |
| 10      | 29     | Marc Surer           | Arrows-Ford   | 53     | + 1 Ronde           | 21          |        |
| 11      | 34     | Johnny Cecotto       | Theodore-Ford | 52     | + 2 Rondes          | 17          |        |
| 12      | 22     | Andrea de Cesaris    | Alfa Romeo    | 50     | + 4 Rondes          | 7           |        |
| 13      | 36     | Bruno Giacomelli     | Toleman-Hart  | 49     | Versnellingsbak     | 13          |        |
| NF      | 26     | Raul Boesel          | Ligier-Ford   | 47     | Motor               | 25          |        |
| NF      | 31     | Corrado Fabi         | Osella-Ford   | 36     | Motor               | 23          |        |
| NF      | 9      | Manfred Winkelhock   | ATS-BMW       | 36     | Turbo               | 10          |        |
| NF      | 8      | Niki Lauda           | McLaren-Ford  | 29     | Wiellager           | 12          |        |
| NF      | 23     | Mauro Baldi          | Alfa Romeo    | 28     | Spin                | 8           |        |
| NF      | 30     | Chico Serra          | Arrows-Ford   | 26     | Versnellingsbak     | 26          |        |
| NF      | 33     | Roberto Guerrero     | Theodore-Ford | 23     | Motor               | 22          |        |
| NF      | 4      | Danny Sullivan       | Tyrrell-Ford  | 21     | Koppeling           | 24          |        |
| NF      | 11     | Elio de Angelis      | Lotus-Ford    | 20     | Elektrisch probleem | 5           |        |
| NF      | 6      | Riccardo Patrese     | Brabham-BMW   | 19     | Waterlek            | 3           |        |
| NF      | 35     | Derek Warwick        | Toleman-Hart  | 14     | Motor               | 9           |        |
| NF      | 12     | Nigel Mansell        | Lotus-Ford    | 6      | Physical            | 18          |        |
| NF      | 7      | John Watson          | McLaren-Ford  | 3      | Motor               | 14          |        |
| NQ      | 17     | Eliseo Salazar       | RAM-Ford      |        |                     |             |        |
| NQ      | 32     | Piercarlo Ghinzani   | Osella-Ford   |        |                     |             |        |
| NQ      | 18     | Jean-Louis Schlesser | RAM-Ford      |        |                     |             |        |

## Statistieken
| Pole-position | Alain Prost | Renault | 1:36.672 |
| Snelste ronde | Alain Prost | Renault | 1:42.695 |

## Noot
- Dit was het debuut van de Franse coureur Jean-Louis Schlesser.

1906 · 1907 · 1908 · 1912 · 1913 · 1914 · 1921 · 1922 · 1923 · 1924 · 1925 · 1926 · 1927 · 1928 · 1929 · 1930 · 1931 · 1932 · 1933 · 1934 · 1935 · 1936 · 1937 · 1938 · 1939 · 1947 · 1948 · 1949 · 1950 · 1951 · 1952 · 1953 · 1954 · 1956 · 1957 · 1958 · 1959 · 1960 · 1961 · 1962 · 1963 · 1964 · 1965 · 1966 · 1967 · 1968 · 1969 · 1970 · 1971 · 1972 · 1973 · 1974 · 1975 · 1976 · 1977 · 1978 · 1979 · 1980 · 1981 · 1982 · 1983 · 1984 · 1985 · 1986 · 1987 · 1988 · 1989 · 1990 · 1991 · 1992 · 1993 · 1994 · 1995 · 1996 · 1997 · 1998 · 1999 · 2000 · 2001 · 2002 · 2003 · 2004 · 2005 · 2006 · 2007 · 2008 · 2018 · 2019 · 2021 · 2022